# Alcides Pinto de Melo Junior
Alcides Pinto de Melo Junior (sinh ngày 20 tháng 2 năm 1990) là một cầu thủ bóng đá người Brasil.

## Sự nghiệp câu lạc bộ
Alcides Pinto de Melo Junior đã từng chơi cho Consadole Sapporo.